# Король: Вечный монарх
«Король: Вечный монарх» (англ. The King: Eternal Monarch, кор. 더 킹: 영원의 군주, Deo King: Yeong-won-ui Gunju) — южнокорейский телесериал 2020 года. В главных ролях: Ли Мин Хо, Ким Го Ын, У До Хван, Ким Кён Нам, Чжон Ын Чхэ и Ли Джон Джин. Выходил с 17 апреля по 12 июня 2020 года на SBS.

## Сюжет
Ли Гон, современный император Королевства Корея, пытается перейти барьер в альтернативную реальность, где вместо Королевства существует Республика Корея. Он встречает детектива Чон Тэ-ыль, которого узнает по удостоверению личности, которое он получил в поворотный момент своего детства: убийство его отца. Единокровный дядя Ли Гона, Ли Рим, убивший предыдущего короля Ли Хо (отца Ли Гона), скрывается и собирает армию, путешествуя туда и обратно между двумя параллельными мирами.

## В ролях

### Главные роли.
- Ли Мин Хо — Ли Гон / Ли Джи Хун (33 года)[6]
  - Чон Хён Джун - Ли Гон в детстве/Ли Джи Хун в детстве
- Ким Го Ын — Чон Тхэ Ыль / Луна/ Чон Ын Гён / Чон Тэ Ра / Хё Джин / Ку Со Гён (удочерённая Луна после исправления времени) (30 лет)[7]
  - Ким Си Во - Чон Тхэ Ыль в детстве
  - Ли Йе Вон - Луна в детстве (эпизод 16)
- У До Хван — Чо Ён / Чо Ын Соп (29 лет)[8]
  - Чон Си Юль - Чо Ён в детстве
- Ким Кён Нам — Кан Шин Чже / Кан Хён Мин(33 года)[9]
  - Мун У Джин — Кан Шин Чже в детстве/Кан Хён Мин в детстве
- Чжон Ын Чхэ — Ку Со Рён / Ку Ын А (38 лет)[10]
  - Син Су Ён - Ку Со Рён в детстве
- Ли Джон Джин — Ли Рим / Ли Сон Джэ (69 лет/51 год)

### Второстепенные.
- Ким Ён Ок - Но Ок Нам (мадам Но)
- Джон Бэ Су - Джон До Ин (отец Чон Тхэ Иль)
- Ким Ён Джи - Мён На Ри (работница кафе, подруга Тхэ Иль) / Мён Сын А (работница королевского офиса)
- Кан Хон Сык - Джан Микаель (Джан Ми) (работник полиции) / Джан Ми Рык (новенький в службе охраны короля)
- Хван Ян Хи - Мин Хва Ён / Пак Сук Джин
- Бенджамин в роли Максимуса (конь короля Ли Гона)

### Дом короля.
- Джон Мун Сон - принц Бу Пён
- Бэк Хюн Джу - секретарь Му

### Полицейский участок, Республика Корея.
- Пак Вон Сан - Пак Мун Сик
- Хо Дон Вон - детектив Шим
- Ан Син Ха - Ким Хи Джу
- Сон Сан Ын - Кюн Ран
- Ли Хэ Юн - Ё Кюн Му

### Специальные гости.
- Квон Юль - Ли Хо, бывший король, отец Ли Гона (с. 1, 4 и 14)
- Сон Кюн Вон - Ли Сын Хон, сын принца Бу Пёна (с. 1, 11 и 15)
- Бэ Су Иль - Ким Ги Хван (с. 1, 7, 8, 9, 11)
- Пак Хун - отец Чо Ёна (с. 1)
- Ким Ки Му - преступник (с. 1, 2, 6)
- Джу Йе Рим - Мин Джи (с. 1)
- Ким Бо Мин - мальчик с йо-йо (с. 3, 4, 8-11, 14)
- Юн Джун Хюк - повзрослевший мальчик с йо-йо (с. 16)
- Джон Но Мин - капитан Чхвэ Ги Тэк (с. 14, 16)
- Ха Сын Юн - кассир по бронированию билетов на поезд (с. 5)
- Шин Хюн Джон - Ли Джун Хун, ветеринар (с. 5, 7, 9)
- Сун Чан Хо - заместитель премьер-министра (с. 6, 13)
- Ха Сын Ри - Джан Ён Джи (с. 7-11, 16)
- Тхэ Ин Хо - председатель Чхвэ Мин Хон (с. 9, 10)
- Бэ Бо Рам - репортер (с. 10)
- Со Ву Джин - сын секретаря Мо (с. 16)

## Трансляция
Телесериал транслировался по пятницам и субботам в 22:00 (КСТ) на корейском телеканале SBS. С 17 апреля по 12 июня 2020 года было показано 16 серий.
| Номер | дата показа    | название |
| ----- | -------------- | -------- |
| 1     | 17 апреля 2020 | Серия 1  |
| 2     | 18 апреля 2020 | Серия 2  |
| 3     | 24 апреля 2020 | Серия 3  |
| 4     | 25 апреля 2020 | Серия 4  |
| 5     | 1 мая 2020     | Серия 5  |
| 6     | 2 мая 2020     | Серия 6  |
| 7     | 8 мая 2020     | Серия 7  |
| 8     | 9 мая 2020     | Серия 8  |
| 9     | 15 мая 2020    | Серия 9  |
| 10    | 16 мая 2020    | Серия 10 |
| 11    | 22 мая 2020    | Серия 11 |
| 12    | 23 мая 2020    | Серия 12 |
| 13    | 30 мая 2020    | Серия 13 |
| 14    | 5 июня 2020    | Серия 14 |
| 15    | 6 июня 2020    | Серия 15 |
| 16    | 12 июня 2020   | Серия 16 |